# Шарл Огюст Фросар
Шарл Огюст Фросар (на френски: Charles Auguste Frossard, 26 април 1807 – 25 август 1875) е френски генерал.
Той влиза в армията чрез Политехническо училище през 1827. Участва в обсадата на Рим през 1849 и тази на Севастопол през 1855, след което става бригаден генерал. След четири години като дивизионен генерал и ръководител на инженерите в италианската кампания, той привлича към себе си вниманието на император Наполеон III, който го прави ръководител на военното кралско семейство и управител на империала на принца.
Той е един от най-главните военни личности от периода 1866 – 1870, постарал се да подготви Франция за военен конфликт с Северногерманския съюз, а при избухването на Френско-пруската война Наполеон III му предоставя избор – дали да е командир на корпус, или да е ръководител инженер в щаб. Той избира командването на втори корпус. На 6 август 1870 той държи позициите срещу германците при Шпихерн. След пристигането на подкрепления за германците и липсата на такива за френските сили, той е принуден да се оттегли. След това взема участие в битките около Мец и се включва със своя корпус в предаването на армията на Базен. През 1872 той публикува Rapport sur les operations du 2 corps (Доклад за действията на втори корпус). Умира на 25 август 1875 г.